# Rue Henry-Monnier
La rue Henry-Monnier est une voie située dans le quartier Saint-Georges du 9e arrondissement de Paris, en France.

## Situation et accès
Elle commence 38, rue Notre-Dame-de-Lorette et se termine 27, rue Victor-Massé (place Gabriel-Kaspereit).

## Origine du nom

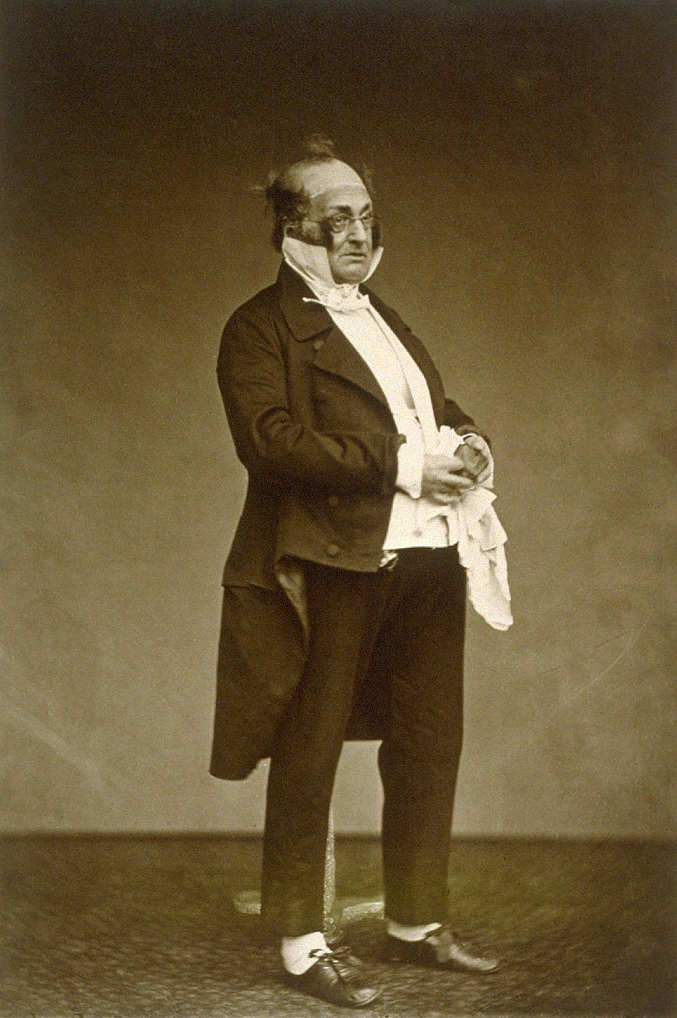
Henry Monnier.

Elle porte le nom de l'artiste Henry Bonaventure Monnier (1799–1877).

## Historique
En vertu d'une ordonnance royale du 21 avril 1830, M. Bréda, un propriétaire local, a été autorisé à convertir le passage qui portait son nom en deux rues publiques, l'une, la « rue Bréda », de 11,69 mètres, l'autre, la rue Clauzel, de 9,75 mètres de largeur, formant à leur jonction une place triangulaire, la place Bréda.
Les conditions suivantes furent imposées à ce propriétaire, : 
- de livrer gratuitement à la ville de Paris le sol des deux rues et de la place triangulaire qui sera formée à leur rencontre ;
- de supporter les premiers frais de pavage, d'éclairage et d'établissement de trottoirs ;
- de ne pas élever au-delà de 16 mètres de hauteur les maisons à construire dans la rue Clauzel, qui débouchera sur la rue des Martyrs, et qui n'aura que 9,75 mètres de largeur ;
- l'élargissement à 11,69 mètres de la rue Bréda aura lieu immédiatement sur tous les terrains appartenant actuellement à M. Bréda, et seulement par mesure de voirie, au-devant des propriétés qui lui appartiennent.

Le quartier de Notre-Dame-de-Lorette et du lotissement de la Nouvelle Athènes en général, et plus particulièrement la rue Bréda (souvent anglicisée en Breda-Street), deviennent à partir du règne de Louis-Philippe un lieu où émerge une forme de prostitution, et d'où sont originaires les « lorettes ».
En 1905, elle prend le nom initial de « rue Henri-Monnier » avant de voir son orthographe corrigée en 2003 en « rue Henry-Monnier ».

## Bâtiments remarquables et lieux de mémoire
- No 4 : un rapport de police, en date du 31 juillet 1891, révèle : « Émile Zola continuerait ses visites chez la proxénète Louise Brémont, rue Bréda no 4, non pour avoir des relations avec les clientes de celle-ci mais pour recueillir, sans doute en vue d’un ouvrage, leurs impressions et souvenirs. Il paraît qu’il insiste surtout auprès d’elles pour savoir si elles ont des maquereaux et pourquoi elles en ont. Jamais il ne sera satisfait de ce qu’on lui dit, ne trouvant pas les choses assez corsées »[5].
- No 6 : domicile de la poétesse Louise Colet (1810-1876) en 1840. La maison faisait l'angle de la rue Bréda et de la rue Neuve-Bréda (rue Clauzel)[6]. C’est à cette adresse qu’elle crée son salon littéraire fréquenté par Musset, Vigny,  Hugo,  Baudelaire, Nerval,  Barbey d'Aurevilly, Cousin, Dumas, etc[7].
- No 11 : la famille d'Eva Gonzalès
- No 15 : l'artiste peintre Eva Gonzalès y vécut chez ses parents. Elle épousa le peintre graveur Henri Guérard et vécurent au no 2 de la même rue[8].
- No 21 : dans les années 1870 le peintre Norbert Gœneutte (1854-1894) s'installe ici[9]; Studio où Blanche d'Alessandri-Valdine donne des cours de danse[10],[11].
- No 26 : Karl Girardet y avait son atelier où il est mort.
- No 28 : le peintre Jules Dupré (1811-1889) y eut un atelier[12].
- No 29 : emplacement de la Souris, bar lesbien tenu par Madame Palmyre où Colette et Toulouse-Lautrec avaient leurs habitudes[13].

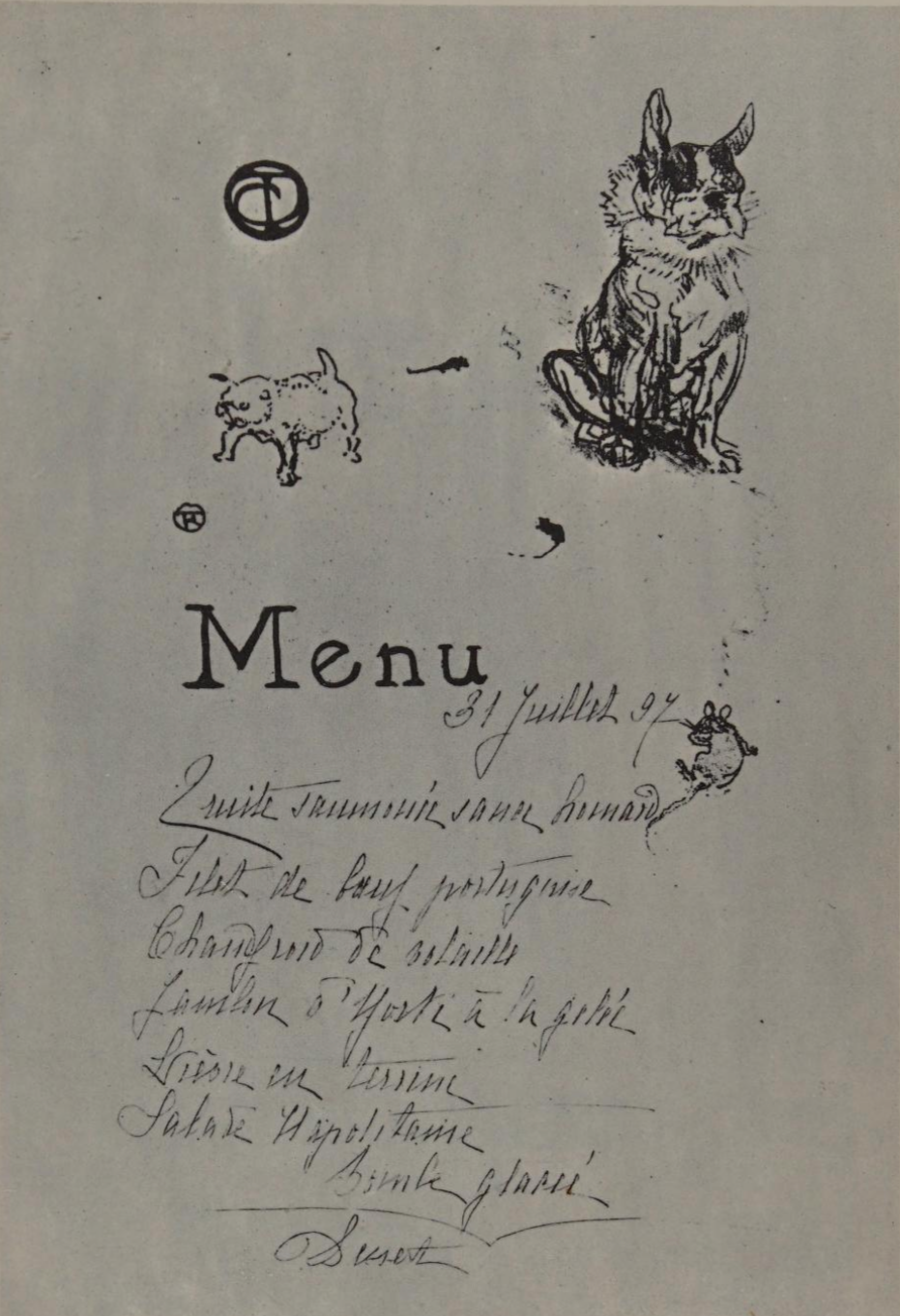
Menu illustré de l'établissement la Souris par Henri de Toulouse-Lautrec.

- No 30 : le compositeur espagnol Sebastián Iradier (auteur, entre autres, de la chanson La Paloma) y élut domicile de 1855 à 1857[réf. nécessaire].

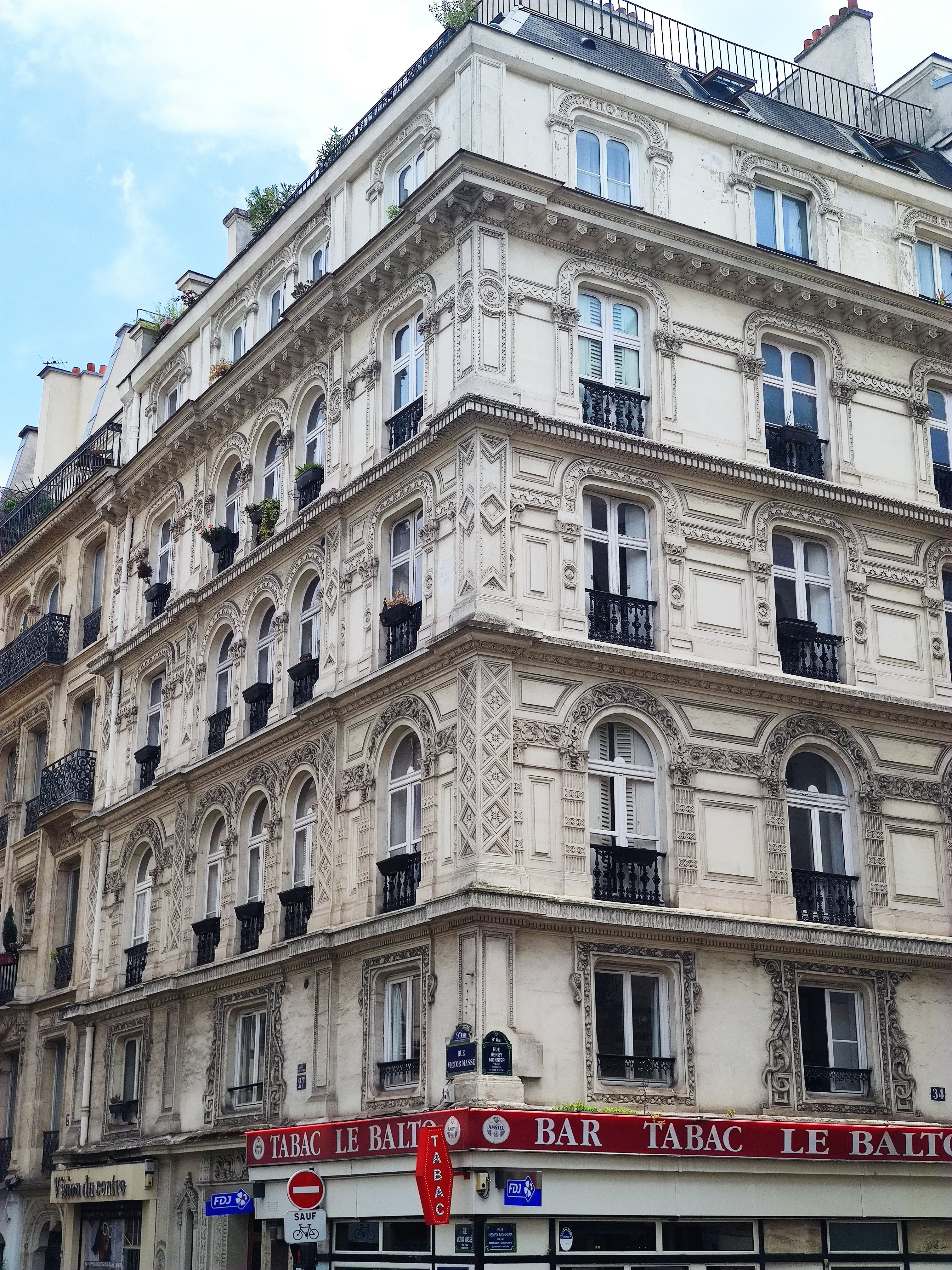
No 34.

- No 34 (et 27, rue Victor-Massé) : immeuble de style néo-Renaissance inscrit depuis 1977 aux monuments historiques[14]. Le peintre orientaliste Théodore Chassériau (1819-1856) y eut un atelier.
- La première Académie Ranson fut fondée dans cette rue en octobre 1908. Après la mort de Paul Ranson, son épouse reprit l'établissement et le transféra rue Joseph-Bara[réf. nécessaire].
- Les grands-parents de François Truffaut, Jean et Geneviève de Monferrand, vivaient rue Henry-Monnier. François Truffaut a vécu avec eux jusqu'à la mort de Geneviève de Monferrand en 1942[15].
- Le peintre Georges Michel (1763-1848) eut dans la rue Bréda un atelier que sa veuve conserva après 1843[16].

## Art et littérature
- Émile Blain, Potins grivois d'un concierge de la rue Bréda, Paris, 1889.
- Arnold Bennett, Un conte de bonnes femmes, Paris, Éditions Gallimard, 1931.